# Списък на реките в Люксембург

### Б
- Бели Ернз (30 км)
- Блеес (14 км)

### Г
- Гандер (12.3 км)

### З
- Зауер

### К
- Клерве (48 км)

### М
- Маас
- Мамер (25 км)
- Мозел

### О
- Оур

### Р
- Рейн

### Ч
- Черни Ернз (25 км)